# سباق الزمن في بطولة العالم لسباق الدراجات على الطريق 2022
سباق الزمن في بطولة العالم لسباق الدراجات على الطريق 2022 (بالإنجليزية: 2022 UCI Road World Championships – Men's time trial)‏ هو سباق دراجات هوائية، وهو الموسم التاسع والعشرين من سباق الزمن في بطولة العالم لسباق الدراجات على الطريق، وأقيم في 18 سبتمبر 2022 ضمن سباقات بطولة العالم لسباق الدراجات على الطريق 2022.
فاز بالمركز الأول توبياس فوس، وفاز بالمركز الثاني ستيفان كونغ، وفاز بالمركز الثالث رمكو أفينبول.

## الفرق
| فرق وطنية (31)- فريق إيطاليا لركوب الدراجات للرجال‏ - فريق بلجيكا لركوب الدراجات للرجال ‏ - فريق سلوفينيا لركوب الدراجات للرجال‏ - فريق سويسرا لركوب الدراجات ‏ - فريق هولندا لركوب الدراجات للرجال ‏ - فريق المملكة المتحدة لركوب الدراجات للرجال ‏ - فريق فرنسا لركوب الدراجات للرجال ‏ - فريق بولندا لركوب الدراجات ‏ - فريق الدنمارك لركوب الدراجات للرجال ‏ - فريق البرتغال لركوب الدراجات للرجال ‏ - فريق كازاخستان لركوب الدراجات للرجال ‏ - فريق النرويج لركوب الدراجات للرجال ‏ - فريق كولومبيا لركوب الدراجات للرجال‏ - فريق الولايات المتحدة لسباق الدراجات الهوائية للرجال ‏ - فريق جنوب أفريقيا لركوب الدراجات للرجال‏ - منتخب بنما الوطني لسباق الدراجات على الطريق للرجال‏ - منتخب إندونيسيا لركوب الدراجات للرجال‏ - فريق صربيا لركوب الدراجات للرجال‏ - فريق أستراليا لركوب الدراجات للرجال‏ - فريق إسبانيا لركوب الدراجات للرجال ‏ - فريق ألمانيا لركوب الدراجات للرجال‏ - فريق ليتوانيا لركوب الدراجات للرجال‏ - فريق كندا لركوب الدراجات للرجال‏ - منتخب هونغ كونغ لركوب الدراجات للرجال‏ - فريق أوكرانيا لسباق الدراجات على الطريق للرجال‏ - فريق الجزر العذراء البريطانية لسباق الدراجات للرجال‏ - منتخب منغوليا لركوب الدراجات للرجال‏ - فريق بنغلاديش لسباق الدراجات للرجال‏ - فريق غوام لسباق الدراجات للرجال‏ - منتخب الصين الوطني لسباق الدراجات على الطريق للرجال‏ - فريق مالطا لسباق الدراجات للرجال‏ |  |
| |  |

## المشاركون
| فريق إيطاليا لركوب الدراجات للرجال‏ ITA | فريق إيطاليا لركوب الدراجات للرجال‏ ITA | فريق إيطاليا لركوب الدراجات للرجال‏ ITA |
| -------------------------------------- | -------------------------------------- | -------------------------------------- |
| م                                      | عداء                                   | مرتبة                                  |
| 1                                      | فيليبو غانا                            | 7                                      |

| فريق بلجيكا لركوب الدراجات للرجال ‏ BEL | فريق بلجيكا لركوب الدراجات للرجال ‏ BEL | فريق بلجيكا لركوب الدراجات للرجال ‏ BEL |
| -------------------------------------- | -------------------------------------- | -------------------------------------- |
| م                                      | عداء                                   | مرتبة                                  |
| 2                                      | رمكو أفينبول                           | 3                                      |

| فريق سلوفينيا لركوب الدراجات للرجال‏ SLO | فريق سلوفينيا لركوب الدراجات للرجال‏ SLO | فريق سلوفينيا لركوب الدراجات للرجال‏ SLO |
| --------------------------------------- | --------------------------------------- | --------------------------------------- |
| م                                       | عداء                                    | مرتبة                                   |
| 3                                       | تادي بوجار                              | 6                                       |

| فريق سويسرا لركوب الدراجات ‏ SUI | فريق سويسرا لركوب الدراجات ‏ SUI | فريق سويسرا لركوب الدراجات ‏ SUI |
| ------------------------------- | ------------------------------- | ------------------------------- |
| م                               | عداء                            | مرتبة                           |
| 4                               | ستيفان كونغ                     | 2                               |

| فريق هولندا لركوب الدراجات للرجال ‏ NED | فريق هولندا لركوب الدراجات للرجال ‏ NED | فريق هولندا لركوب الدراجات للرجال ‏ NED |
| -------------------------------------- | -------------------------------------- | -------------------------------------- |
| م                                      | عداء                                   | مرتبة                                  |
| 5                                      | باوك موليما                            | 25                                     |

| فريق المملكة المتحدة لركوب الدراجات للرجال ‏ GBR | فريق المملكة المتحدة لركوب الدراجات للرجال ‏ GBR | فريق المملكة المتحدة لركوب الدراجات للرجال ‏ GBR |
| ----------------------------------------------- | ----------------------------------------------- | ----------------------------------------------- |
| م                                               | عداء                                            | مرتبة                                           |
| 6                                               | إيثان هايتر                                     | 4                                               |

| فريق فرنسا لركوب الدراجات للرجال ‏ FRA | فريق فرنسا لركوب الدراجات للرجال ‏ FRA | فريق فرنسا لركوب الدراجات للرجال ‏ FRA |
| ------------------------------------- | ------------------------------------- | ------------------------------------- |
| م                                     | عداء                                  | مرتبة                                 |
| 7                                     | ريمي كافانيا                          | 11                                    |

| فريق بولندا لركوب الدراجات ‏ POL | فريق بولندا لركوب الدراجات ‏ POL | فريق بولندا لركوب الدراجات ‏ POL |
| ------------------------------- | ------------------------------- | ------------------------------- |
| م                               | عداء                            | مرتبة                           |
| 8                               | ماسيج بودنار                    | 18                              |

| فريق الدنمارك لركوب الدراجات للرجال ‏ DEN | فريق الدنمارك لركوب الدراجات للرجال ‏ DEN | فريق الدنمارك لركوب الدراجات للرجال ‏ DEN |
| ---------------------------------------- | ---------------------------------------- | ---------------------------------------- |
| م                                        | عداء                                     | مرتبة                                    |
| 9                                        | ميكيل بيرج                               | 14                                       |

| فريق البرتغال لركوب الدراجات للرجال ‏ POR | فريق البرتغال لركوب الدراجات للرجال ‏ POR | فريق البرتغال لركوب الدراجات للرجال ‏ POR |
| ---------------------------------------- | ---------------------------------------- | ---------------------------------------- |
| م                                        | عداء                                     | مرتبة                                    |
| 10                                       | نيلسون أوليفيرا                          | 8                                        |

| فريق كازاخستان لركوب الدراجات للرجال ‏ KAZ | فريق كازاخستان لركوب الدراجات للرجال ‏ KAZ | فريق كازاخستان لركوب الدراجات للرجال ‏ KAZ |
| ----------------------------------------- | ----------------------------------------- | ----------------------------------------- |
| م                                         | عداء                                      | مرتبة                                     |
| 11                                        | Yevgeniy Fedorov ‏                         | 28                                        |

| فريق النرويج لركوب الدراجات للرجال ‏ NOR | فريق النرويج لركوب الدراجات للرجال ‏ NOR | فريق النرويج لركوب الدراجات للرجال ‏ NOR |
| --------------------------------------- | --------------------------------------- | --------------------------------------- |
| م                                       | عداء                                    | مرتبة                                   |
| 12                                      | توبياس فوس                              | 1                                       |

| فريق كولومبيا لركوب الدراجات للرجال‏ COL | فريق كولومبيا لركوب الدراجات للرجال‏ COL | فريق كولومبيا لركوب الدراجات للرجال‏ COL |
| --------------------------------------- | --------------------------------------- | --------------------------------------- |
| م                                       | عداء                                    | مرتبة                                   |
| 13                                      | رودريغو كونتريرز                        | 31                                      |

| فريق الولايات المتحدة لسباق الدراجات الهوائية للرجال ‏ USA | فريق الولايات المتحدة لسباق الدراجات الهوائية للرجال ‏ USA | فريق الولايات المتحدة لسباق الدراجات الهوائية للرجال ‏ USA |
| --------------------------------------------------------- | --------------------------------------------------------- | --------------------------------------------------------- |
| م                                                         | عداء                                                      | مرتبة                                                     |
| 14                                                        | ماغنوس شيفيلد                                             | 17                                                        |

| فريق جنوب أفريقيا لركوب الدراجات للرجال‏ RSA | فريق جنوب أفريقيا لركوب الدراجات للرجال‏ RSA | فريق جنوب أفريقيا لركوب الدراجات للرجال‏ RSA |
| ------------------------------------------- | ------------------------------------------- | ------------------------------------------- |
| م                                           | عداء                                        | مرتبة                                       |
| 15                                          | Gustav Basson ‏                              | لم يبدأ                                     |

| منتخب بنما الوطني لسباق الدراجات على الطريق للرجال‏ PAN | منتخب بنما الوطني لسباق الدراجات على الطريق للرجال‏ PAN | منتخب بنما الوطني لسباق الدراجات على الطريق للرجال‏ PAN |
| ------------------------------------------------------ | ------------------------------------------------------ | ------------------------------------------------------ |
| م                                                      | عداء                                                   | مرتبة                                                  |
| 16                                                     | Christofer Jurado ‏                                     | 35                                                     |

| منتخب إندونيسيا لركوب الدراجات للرجال‏ INA | منتخب إندونيسيا لركوب الدراجات للرجال‏ INA | منتخب إندونيسيا لركوب الدراجات للرجال‏ INA |
| ----------------------------------------- | ----------------------------------------- | ----------------------------------------- |
| م                                         | عداء                                      | مرتبة                                     |
| 17                                        | Aiman Cahyadi ‏                            | 40                                        |

| فريق صربيا لركوب الدراجات للرجال‏ SRB | فريق صربيا لركوب الدراجات للرجال‏ SRB | فريق صربيا لركوب الدراجات للرجال‏ SRB |
| ------------------------------------ | ------------------------------------ | ------------------------------------ |
| م                                    | عداء                                 | مرتبة                                |
| 18                                   | Ognjen Ilić ‏                         | 30                                   |

| فريق أستراليا لركوب الدراجات للرجال‏ AUS | فريق أستراليا لركوب الدراجات للرجال‏ AUS | فريق أستراليا لركوب الدراجات للرجال‏ AUS |
| --------------------------------------- | --------------------------------------- | --------------------------------------- |
| م                                       | عداء                                    | مرتبة                                   |
| 19                                      | Luke Durbridge ‏                         | لم يبدأ                                 |

| فريق إسبانيا لركوب الدراجات للرجال ‏ ESP | فريق إسبانيا لركوب الدراجات للرجال ‏ ESP | فريق إسبانيا لركوب الدراجات للرجال ‏ ESP |
| --------------------------------------- | --------------------------------------- | --------------------------------------- |
| م                                       | عداء                                    | مرتبة                                   |
| 20                                      | Oier Lazkano ‏                           | 29                                      |

| فريق ألمانيا لركوب الدراجات للرجال‏ GER | فريق ألمانيا لركوب الدراجات للرجال‏ GER | فريق ألمانيا لركوب الدراجات للرجال‏ GER |
| -------------------------------------- | -------------------------------------- | -------------------------------------- |
| م                                      | عداء                                   | مرتبة                                  |
| 21                                     | ميغيل هايدمان ‏                         | 20                                     |

| فريق ليتوانيا لركوب الدراجات للرجال‏ LTU | فريق ليتوانيا لركوب الدراجات للرجال‏ LTU | فريق ليتوانيا لركوب الدراجات للرجال‏ LTU |
| --------------------------------------- | --------------------------------------- | --------------------------------------- |
| م                                       | عداء                                    | مرتبة                                   |
| 22                                      | Venantas Lašinis ‏                       | 33                                      |

| فريق كندا لركوب الدراجات للرجال‏ CAN | فريق كندا لركوب الدراجات للرجال‏ CAN | فريق كندا لركوب الدراجات للرجال‏ CAN |
| ----------------------------------- | ----------------------------------- | ----------------------------------- |
| م                                   | عداء                                | مرتبة                               |
| 23                                  | ديريك جي                            | 19                                  |

| منتخب هونغ كونغ لركوب الدراجات للرجال‏ HKG | منتخب هونغ كونغ لركوب الدراجات للرجال‏ HKG | منتخب هونغ كونغ لركوب الدراجات للرجال‏ HKG |
| ----------------------------------------- | ----------------------------------------- | ----------------------------------------- |
| م                                         | عداء                                      | مرتبة                                     |
| 24                                        | Vincent Lau Wan Yau ‏                      | 38                                        |

| فريق أوكرانيا لسباق الدراجات على الطريق للرجال‏ UKR | فريق أوكرانيا لسباق الدراجات على الطريق للرجال‏ UKR | فريق أوكرانيا لسباق الدراجات على الطريق للرجال‏ UKR |
| -------------------------------------------------- | -------------------------------------------------- | -------------------------------------------------- |
| م                                                  | عداء                                               | مرتبة                                              |
| 25                                                 | Mykhaylo Kononenko ‏                                | 43                                                 |

| فريق الجزر العذراء البريطانية لسباق الدراجات للرجال‏ IVB | فريق الجزر العذراء البريطانية لسباق الدراجات للرجال‏ IVB | فريق الجزر العذراء البريطانية لسباق الدراجات للرجال‏ IVB |
| ------------------------------------------------------- | ------------------------------------------------------- | ------------------------------------------------------- |
| م                                                       | عداء                                                    | مرتبة                                                   |
| 26                                                      | Darel Christopher ‏                                      | 45                                                      |

| منتخب منغوليا لركوب الدراجات للرجال‏ MGL | منتخب منغوليا لركوب الدراجات للرجال‏ MGL | منتخب منغوليا لركوب الدراجات للرجال‏ MGL |
| --------------------------------------- | --------------------------------------- | --------------------------------------- |
| م                                       | عداء                                    | مرتبة                                   |
| 27                                      | Bilguunjargal Erdenebat ‏                | 39                                      |

| فريق بنغلاديش لسباق الدراجات للرجال‏ BAN | فريق بنغلاديش لسباق الدراجات للرجال‏ BAN | فريق بنغلاديش لسباق الدراجات للرجال‏ BAN |
| --------------------------------------- | --------------------------------------- | --------------------------------------- |
| م                                       | عداء                                    | مرتبة                                   |
| 28                                      | Drabir Alam ‏                            | 48                                      |

| فريق إيطاليا لركوب الدراجات للرجال‏ ITA | فريق إيطاليا لركوب الدراجات للرجال‏ ITA | فريق إيطاليا لركوب الدراجات للرجال‏ ITA |
| -------------------------------------- | -------------------------------------- | -------------------------------------- |
| م                                      | عداء                                   | مرتبة                                  |
| 29                                     | Matteo Sobrero ‏                        | 15                                     |

| فريق الدنمارك لركوب الدراجات للرجال ‏ DEN | فريق الدنمارك لركوب الدراجات للرجال ‏ DEN | فريق الدنمارك لركوب الدراجات للرجال ‏ DEN |
| ---------------------------------------- | ---------------------------------------- | ---------------------------------------- |
| م                                        | عداء                                     | مرتبة                                    |
| 30                                       | ماغنوس كورت نيلسن                        | 21                                       |

| فريق سويسرا لركوب الدراجات ‏ SUI | فريق سويسرا لركوب الدراجات ‏ SUI | فريق سويسرا لركوب الدراجات ‏ SUI |
| ------------------------------- | ------------------------------- | ------------------------------- |
| م                               | عداء                            | مرتبة                           |
| 31                              | Stefan Bissegger ‏               | 5                               |

| فريق بلجيكا لركوب الدراجات للرجال ‏ BEL | فريق بلجيكا لركوب الدراجات للرجال ‏ BEL | فريق بلجيكا لركوب الدراجات للرجال ‏ BEL |
| -------------------------------------- | -------------------------------------- | -------------------------------------- |
| م                                      | عداء                                   | مرتبة                                  |
| 32                                     | يفيس لامارت                            | 9                                      |

| فريق فرنسا لركوب الدراجات للرجال ‏ FRA | فريق فرنسا لركوب الدراجات للرجال ‏ FRA | فريق فرنسا لركوب الدراجات للرجال ‏ FRA |
| ------------------------------------- | ------------------------------------- | ------------------------------------- |
| م                                     | عداء                                  | مرتبة                                 |
| 33                                    | برونو أرميريل                         | 10                                    |

| فريق البرتغال لركوب الدراجات للرجال ‏ POR | فريق البرتغال لركوب الدراجات للرجال ‏ POR | فريق البرتغال لركوب الدراجات للرجال ‏ POR |
| ---------------------------------------- | ---------------------------------------- | ---------------------------------------- |
| م                                        | عداء                                     | مرتبة                                    |
| 34                                       | جواو ألميدا                              | لم يبدأ                                  |

| فريق النرويج لركوب الدراجات للرجال ‏ NOR | فريق النرويج لركوب الدراجات للرجال ‏ NOR | فريق النرويج لركوب الدراجات للرجال ‏ NOR |
| --------------------------------------- | --------------------------------------- | --------------------------------------- |
| م                                       | عداء                                    | مرتبة                                   |
| 35                                      | Andreas Leknessund ‏                     | 24                                      |

| فريق كازاخستان لركوب الدراجات للرجال ‏ KAZ | فريق كازاخستان لركوب الدراجات للرجال ‏ KAZ | فريق كازاخستان لركوب الدراجات للرجال ‏ KAZ |
| ----------------------------------------- | ----------------------------------------- | ----------------------------------------- |
| م                                         | عداء                                      | مرتبة                                     |
| 36                                        | أليكسي لوتزينكو                           | 27                                        |

| فريق الولايات المتحدة لسباق الدراجات الهوائية للرجال ‏ USA | فريق الولايات المتحدة لسباق الدراجات الهوائية للرجال ‏ USA | فريق الولايات المتحدة لسباق الدراجات الهوائية للرجال ‏ USA |
| --------------------------------------------------------- | --------------------------------------------------------- | --------------------------------------------------------- |
| م                                                         | عداء                                                      | مرتبة                                                     |
| 37                                                        | نيلسون بوولس                                              | 22                                                        |

| فريق ألمانيا لركوب الدراجات للرجال‏ GER | فريق ألمانيا لركوب الدراجات للرجال‏ GER | فريق ألمانيا لركوب الدراجات للرجال‏ GER |
| -------------------------------------- | -------------------------------------- | -------------------------------------- |
| م                                      | عداء                                   | مرتبة                                  |
| 38                                     | نيكياس أرندت                           | 16                                     |

| فريق هولندا لركوب الدراجات للرجال ‏ NED | فريق هولندا لركوب الدراجات للرجال ‏ NED | فريق هولندا لركوب الدراجات للرجال ‏ NED |
| -------------------------------------- | -------------------------------------- | -------------------------------------- |
| م                                      | عداء                                   | مرتبة                                  |
| 39                                     | Daan Hoole ‏                            | 23                                     |

| فريق غوام لسباق الدراجات للرجال‏ GUM | فريق غوام لسباق الدراجات للرجال‏ GUM | فريق غوام لسباق الدراجات للرجال‏ GUM |
| ----------------------------------- | ----------------------------------- | ----------------------------------- |
| م                                   | عداء                                | مرتبة                               |
| 40                                  | Edward Oingerang ‏                   | 47                                  |

| منتخب الصين الوطني لسباق الدراجات على الطريق للرجال‏ CHN | منتخب الصين الوطني لسباق الدراجات على الطريق للرجال‏ CHN | منتخب الصين الوطني لسباق الدراجات على الطريق للرجال‏ CHN |
| ------------------------------------------------------- | ------------------------------------------------------- | ------------------------------------------------------- |
| م                                                       | عداء                                                    | مرتبة                                                   |
| 41                                                      | Xu Changquan ‏                                           | 46                                                      |

| فريق مالطا لسباق الدراجات للرجال‏ MLT | فريق مالطا لسباق الدراجات للرجال‏ MLT | فريق مالطا لسباق الدراجات للرجال‏ MLT |
| ------------------------------------ | ------------------------------------ | ------------------------------------ |
| م                                    | عداء                                 | مرتبة                                |
| 42                                   | Alexander Smyth ‏                     | 42                                   |

| فريق إيطاليا لركوب الدراجات للرجال‏ ITA | فريق إيطاليا لركوب الدراجات للرجال‏ ITA | فريق إيطاليا لركوب الدراجات للرجال‏ ITA |
| -------------------------------------- | -------------------------------------- | -------------------------------------- |
| م                                      | عداء                                   | مرتبة                                  |
| 43                                     | Edoardo Affini ‏                        | 13                                     |

| منتخب إندونيسيا لركوب الدراجات للرجال‏ INA | منتخب إندونيسيا لركوب الدراجات للرجال‏ INA | منتخب إندونيسيا لركوب الدراجات للرجال‏ INA |
| ----------------------------------------- | ----------------------------------------- | ----------------------------------------- |
| م                                         | عداء                                      | مرتبة                                     |
| 44                                        | Muhammad Abdurrahman ‏                     | 41                                        |

| منتخب بنما الوطني لسباق الدراجات على الطريق للرجال‏ PAN | منتخب بنما الوطني لسباق الدراجات على الطريق للرجال‏ PAN | منتخب بنما الوطني لسباق الدراجات على الطريق للرجال‏ PAN |
| ------------------------------------------------------ | ------------------------------------------------------ | ------------------------------------------------------ |
| م                                                      | عداء                                                   | مرتبة                                                  |
| 45                                                     | Bolivar Espinosa ‏                                      | 36                                                     |

| فريق كازاخستان لركوب الدراجات للرجال ‏ KAZ | فريق كازاخستان لركوب الدراجات للرجال ‏ KAZ | فريق كازاخستان لركوب الدراجات للرجال ‏ KAZ |
| ----------------------------------------- | ----------------------------------------- | ----------------------------------------- |
| م                                         | عداء                                      | مرتبة                                     |
| 46                                        | Yuriy Natarov ‏                            | 32                                        |

| فريق كندا لركوب الدراجات للرجال‏ CAN | فريق كندا لركوب الدراجات للرجال‏ CAN | فريق كندا لركوب الدراجات للرجال‏ CAN |
| ----------------------------------- | ----------------------------------- | ----------------------------------- |
| م                                   | عداء                                | مرتبة                               |
| 47                                  | Matteo Dal-Cin ‏                     | 26                                  |

| فريق أستراليا لركوب الدراجات للرجال‏ AUS | فريق أستراليا لركوب الدراجات للرجال‏ AUS | فريق أستراليا لركوب الدراجات للرجال‏ AUS |
| --------------------------------------- | --------------------------------------- | --------------------------------------- |
| م                                       | عداء                                    | مرتبة                                   |
| 48                                      | لوكاس بلاب                              | 12                                      |

| منتخب هونغ كونغ لركوب الدراجات للرجال‏ HKG | منتخب هونغ كونغ لركوب الدراجات للرجال‏ HKG | منتخب هونغ كونغ لركوب الدراجات للرجال‏ HKG |
| ----------------------------------------- | ----------------------------------------- | ----------------------------------------- |
| م                                         | عداء                                      | مرتبة                                     |
| 50                                        | Ng Sum Lui‏                                | 44                                        |

| فريق أوكرانيا لسباق الدراجات على الطريق للرجال‏ UKR | فريق أوكرانيا لسباق الدراجات على الطريق للرجال‏ UKR | فريق أوكرانيا لسباق الدراجات على الطريق للرجال‏ UKR |
| -------------------------------------------------- | -------------------------------------------------- | -------------------------------------------------- |
| م                                                  | عداء                                               | مرتبة                                              |
| 51                                                 | Vitalii Novakowskyi ‏                               | 37                                                 |

| فريق مالطا لسباق الدراجات للرجال‏ MLT | فريق مالطا لسباق الدراجات للرجال‏ MLT | فريق مالطا لسباق الدراجات للرجال‏ MLT |
| ------------------------------------ | ------------------------------------ | ------------------------------------ |
| م                                    | عداء                                 | مرتبة                                |
| 52                                   | Daniel Bonello ‏                      | 34                                   |

| فريق إيطاليا لركوب الدراجات للرجال‏ ITA | فريق إيطاليا لركوب الدراجات للرجال‏ ITA | فريق إيطاليا لركوب الدراجات للرجال‏ ITA |
| -------------------------------------- | -------------------------------------- | -------------------------------------- |
| م                                      | عداء                                   | مرتبة                                  |
| 1                                      | فيليبو غانا                            | 7                                      |

| فريق بلجيكا لركوب الدراجات للرجال ‏ BEL | فريق بلجيكا لركوب الدراجات للرجال ‏ BEL | فريق بلجيكا لركوب الدراجات للرجال ‏ BEL |
| -------------------------------------- | -------------------------------------- | -------------------------------------- |
| م                                      | عداء                                   | مرتبة                                  |
| 2                                      | رمكو أفينبول                           | 3                                      |

| فريق سلوفينيا لركوب الدراجات للرجال‏ SLO | فريق سلوفينيا لركوب الدراجات للرجال‏ SLO | فريق سلوفينيا لركوب الدراجات للرجال‏ SLO |
| --------------------------------------- | --------------------------------------- | --------------------------------------- |
| م                                       | عداء                                    | مرتبة                                   |
| 3                                       | تادي بوجار                              | 6                                       |

| فريق سويسرا لركوب الدراجات ‏ SUI | فريق سويسرا لركوب الدراجات ‏ SUI | فريق سويسرا لركوب الدراجات ‏ SUI |
| ------------------------------- | ------------------------------- | ------------------------------- |
| م                               | عداء                            | مرتبة                           |
| 4                               | ستيفان كونغ                     | 2                               |

| فريق هولندا لركوب الدراجات للرجال ‏ NED | فريق هولندا لركوب الدراجات للرجال ‏ NED | فريق هولندا لركوب الدراجات للرجال ‏ NED |
| -------------------------------------- | -------------------------------------- | -------------------------------------- |
| م                                      | عداء                                   | مرتبة                                  |
| 5                                      | باوك موليما                            | 25                                     |

| فريق المملكة المتحدة لركوب الدراجات للرجال ‏ GBR | فريق المملكة المتحدة لركوب الدراجات للرجال ‏ GBR | فريق المملكة المتحدة لركوب الدراجات للرجال ‏ GBR |
| ----------------------------------------------- | ----------------------------------------------- | ----------------------------------------------- |
| م                                               | عداء                                            | مرتبة                                           |
| 6                                               | إيثان هايتر                                     | 4                                               |

| فريق فرنسا لركوب الدراجات للرجال ‏ FRA | فريق فرنسا لركوب الدراجات للرجال ‏ FRA | فريق فرنسا لركوب الدراجات للرجال ‏ FRA |
| ------------------------------------- | ------------------------------------- | ------------------------------------- |
| م                                     | عداء                                  | مرتبة                                 |
| 7                                     | ريمي كافانيا                          | 11                                    |

| فريق بولندا لركوب الدراجات ‏ POL | فريق بولندا لركوب الدراجات ‏ POL | فريق بولندا لركوب الدراجات ‏ POL |
| ------------------------------- | ------------------------------- | ------------------------------- |
| م                               | عداء                            | مرتبة                           |
| 8                               | ماسيج بودنار                    | 18                              |

| فريق الدنمارك لركوب الدراجات للرجال ‏ DEN | فريق الدنمارك لركوب الدراجات للرجال ‏ DEN | فريق الدنمارك لركوب الدراجات للرجال ‏ DEN |
| ---------------------------------------- | ---------------------------------------- | ---------------------------------------- |
| م                                        | عداء                                     | مرتبة                                    |
| 9                                        | ميكيل بيرج                               | 14                                       |

| فريق البرتغال لركوب الدراجات للرجال ‏ POR | فريق البرتغال لركوب الدراجات للرجال ‏ POR | فريق البرتغال لركوب الدراجات للرجال ‏ POR |
| ---------------------------------------- | ---------------------------------------- | ---------------------------------------- |
| م                                        | عداء                                     | مرتبة                                    |
| 10                                       | نيلسون أوليفيرا                          | 8                                        |

| فريق كازاخستان لركوب الدراجات للرجال ‏ KAZ | فريق كازاخستان لركوب الدراجات للرجال ‏ KAZ | فريق كازاخستان لركوب الدراجات للرجال ‏ KAZ |
| ----------------------------------------- | ----------------------------------------- | ----------------------------------------- |
| م                                         | عداء                                      | مرتبة                                     |
| 11                                        | Yevgeniy Fedorov ‏                         | 28                                        |

| فريق النرويج لركوب الدراجات للرجال ‏ NOR | فريق النرويج لركوب الدراجات للرجال ‏ NOR | فريق النرويج لركوب الدراجات للرجال ‏ NOR |
| --------------------------------------- | --------------------------------------- | --------------------------------------- |
| م                                       | عداء                                    | مرتبة                                   |
| 12                                      | توبياس فوس                              | 1                                       |

| فريق كولومبيا لركوب الدراجات للرجال‏ COL | فريق كولومبيا لركوب الدراجات للرجال‏ COL | فريق كولومبيا لركوب الدراجات للرجال‏ COL |
| --------------------------------------- | --------------------------------------- | --------------------------------------- |
| م                                       | عداء                                    | مرتبة                                   |
| 13                                      | رودريغو كونتريرز                        | 31                                      |

| فريق الولايات المتحدة لسباق الدراجات الهوائية للرجال ‏ USA | فريق الولايات المتحدة لسباق الدراجات الهوائية للرجال ‏ USA | فريق الولايات المتحدة لسباق الدراجات الهوائية للرجال ‏ USA |
| --------------------------------------------------------- | --------------------------------------------------------- | --------------------------------------------------------- |
| م                                                         | عداء                                                      | مرتبة                                                     |
| 14                                                        | ماغنوس شيفيلد                                             | 17                                                        |

| فريق جنوب أفريقيا لركوب الدراجات للرجال‏ RSA | فريق جنوب أفريقيا لركوب الدراجات للرجال‏ RSA | فريق جنوب أفريقيا لركوب الدراجات للرجال‏ RSA |
| ------------------------------------------- | ------------------------------------------- | ------------------------------------------- |
| م                                           | عداء                                        | مرتبة                                       |
| 15                                          | Gustav Basson ‏                              | لم يبدأ                                     |

| منتخب بنما الوطني لسباق الدراجات على الطريق للرجال‏ PAN | منتخب بنما الوطني لسباق الدراجات على الطريق للرجال‏ PAN | منتخب بنما الوطني لسباق الدراجات على الطريق للرجال‏ PAN |
| ------------------------------------------------------ | ------------------------------------------------------ | ------------------------------------------------------ |
| م                                                      | عداء                                                   | مرتبة                                                  |
| 16                                                     | Christofer Jurado ‏                                     | 35                                                     |

| منتخب إندونيسيا لركوب الدراجات للرجال‏ INA | منتخب إندونيسيا لركوب الدراجات للرجال‏ INA | منتخب إندونيسيا لركوب الدراجات للرجال‏ INA |
| ----------------------------------------- | ----------------------------------------- | ----------------------------------------- |
| م                                         | عداء                                      | مرتبة                                     |
| 17                                        | Aiman Cahyadi ‏                            | 40                                        |

| فريق صربيا لركوب الدراجات للرجال‏ SRB | فريق صربيا لركوب الدراجات للرجال‏ SRB | فريق صربيا لركوب الدراجات للرجال‏ SRB |
| ------------------------------------ | ------------------------------------ | ------------------------------------ |
| م                                    | عداء                                 | مرتبة                                |
| 18                                   | Ognjen Ilić ‏                         | 30                                   |

| فريق أستراليا لركوب الدراجات للرجال‏ AUS | فريق أستراليا لركوب الدراجات للرجال‏ AUS | فريق أستراليا لركوب الدراجات للرجال‏ AUS |
| --------------------------------------- | --------------------------------------- | --------------------------------------- |
| م                                       | عداء                                    | مرتبة                                   |
| 19                                      | Luke Durbridge ‏                         | لم يبدأ                                 |

| فريق إسبانيا لركوب الدراجات للرجال ‏ ESP | فريق إسبانيا لركوب الدراجات للرجال ‏ ESP | فريق إسبانيا لركوب الدراجات للرجال ‏ ESP |
| --------------------------------------- | --------------------------------------- | --------------------------------------- |
| م                                       | عداء                                    | مرتبة                                   |
| 20                                      | Oier Lazkano ‏                           | 29                                      |

| فريق ألمانيا لركوب الدراجات للرجال‏ GER | فريق ألمانيا لركوب الدراجات للرجال‏ GER | فريق ألمانيا لركوب الدراجات للرجال‏ GER |
| -------------------------------------- | -------------------------------------- | -------------------------------------- |
| م                                      | عداء                                   | مرتبة                                  |
| 21                                     | ميغيل هايدمان ‏                         | 20                                     |

| فريق ليتوانيا لركوب الدراجات للرجال‏ LTU | فريق ليتوانيا لركوب الدراجات للرجال‏ LTU | فريق ليتوانيا لركوب الدراجات للرجال‏ LTU |
| --------------------------------------- | --------------------------------------- | --------------------------------------- |
| م                                       | عداء                                    | مرتبة                                   |
| 22                                      | Venantas Lašinis ‏                       | 33                                      |

| فريق كندا لركوب الدراجات للرجال‏ CAN | فريق كندا لركوب الدراجات للرجال‏ CAN | فريق كندا لركوب الدراجات للرجال‏ CAN |
| ----------------------------------- | ----------------------------------- | ----------------------------------- |
| م                                   | عداء                                | مرتبة                               |
| 23                                  | ديريك جي                            | 19                                  |

| منتخب هونغ كونغ لركوب الدراجات للرجال‏ HKG | منتخب هونغ كونغ لركوب الدراجات للرجال‏ HKG | منتخب هونغ كونغ لركوب الدراجات للرجال‏ HKG |
| ----------------------------------------- | ----------------------------------------- | ----------------------------------------- |
| م                                         | عداء                                      | مرتبة                                     |
| 24                                        | Vincent Lau Wan Yau ‏                      | 38                                        |

| فريق أوكرانيا لسباق الدراجات على الطريق للرجال‏ UKR | فريق أوكرانيا لسباق الدراجات على الطريق للرجال‏ UKR | فريق أوكرانيا لسباق الدراجات على الطريق للرجال‏ UKR |
| -------------------------------------------------- | -------------------------------------------------- | -------------------------------------------------- |
| م                                                  | عداء                                               | مرتبة                                              |
| 25                                                 | Mykhaylo Kononenko ‏                                | 43                                                 |

| فريق الجزر العذراء البريطانية لسباق الدراجات للرجال‏ IVB | فريق الجزر العذراء البريطانية لسباق الدراجات للرجال‏ IVB | فريق الجزر العذراء البريطانية لسباق الدراجات للرجال‏ IVB |
| ------------------------------------------------------- | ------------------------------------------------------- | ------------------------------------------------------- |
| م                                                       | عداء                                                    | مرتبة                                                   |
| 26                                                      | Darel Christopher ‏                                      | 45                                                      |

| منتخب منغوليا لركوب الدراجات للرجال‏ MGL | منتخب منغوليا لركوب الدراجات للرجال‏ MGL | منتخب منغوليا لركوب الدراجات للرجال‏ MGL |
| --------------------------------------- | --------------------------------------- | --------------------------------------- |
| م                                       | عداء                                    | مرتبة                                   |
| 27                                      | Bilguunjargal Erdenebat ‏                | 39                                      |

| فريق بنغلاديش لسباق الدراجات للرجال‏ BAN | فريق بنغلاديش لسباق الدراجات للرجال‏ BAN | فريق بنغلاديش لسباق الدراجات للرجال‏ BAN |
| --------------------------------------- | --------------------------------------- | --------------------------------------- |
| م                                       | عداء                                    | مرتبة                                   |
| 28                                      | Drabir Alam ‏                            | 48                                      |

| فريق إيطاليا لركوب الدراجات للرجال‏ ITA | فريق إيطاليا لركوب الدراجات للرجال‏ ITA | فريق إيطاليا لركوب الدراجات للرجال‏ ITA |
| -------------------------------------- | -------------------------------------- | -------------------------------------- |
| م                                      | عداء                                   | مرتبة                                  |
| 29                                     | Matteo Sobrero ‏                        | 15                                     |

| فريق الدنمارك لركوب الدراجات للرجال ‏ DEN | فريق الدنمارك لركوب الدراجات للرجال ‏ DEN | فريق الدنمارك لركوب الدراجات للرجال ‏ DEN |
| ---------------------------------------- | ---------------------------------------- | ---------------------------------------- |
| م                                        | عداء                                     | مرتبة                                    |
| 30                                       | ماغنوس كورت نيلسن                        | 21                                       |

| فريق سويسرا لركوب الدراجات ‏ SUI | فريق سويسرا لركوب الدراجات ‏ SUI | فريق سويسرا لركوب الدراجات ‏ SUI |
| ------------------------------- | ------------------------------- | ------------------------------- |
| م                               | عداء                            | مرتبة                           |
| 31                              | Stefan Bissegger ‏               | 5                               |

| فريق بلجيكا لركوب الدراجات للرجال ‏ BEL | فريق بلجيكا لركوب الدراجات للرجال ‏ BEL | فريق بلجيكا لركوب الدراجات للرجال ‏ BEL |
| -------------------------------------- | -------------------------------------- | -------------------------------------- |
| م                                      | عداء                                   | مرتبة                                  |
| 32                                     | يفيس لامارت                            | 9                                      |

| فريق فرنسا لركوب الدراجات للرجال ‏ FRA | فريق فرنسا لركوب الدراجات للرجال ‏ FRA | فريق فرنسا لركوب الدراجات للرجال ‏ FRA |
| ------------------------------------- | ------------------------------------- | ------------------------------------- |
| م                                     | عداء                                  | مرتبة                                 |
| 33                                    | برونو أرميريل                         | 10                                    |

| فريق البرتغال لركوب الدراجات للرجال ‏ POR | فريق البرتغال لركوب الدراجات للرجال ‏ POR | فريق البرتغال لركوب الدراجات للرجال ‏ POR |
| ---------------------------------------- | ---------------------------------------- | ---------------------------------------- |
| م                                        | عداء                                     | مرتبة                                    |
| 34                                       | جواو ألميدا                              | لم يبدأ                                  |

| فريق النرويج لركوب الدراجات للرجال ‏ NOR | فريق النرويج لركوب الدراجات للرجال ‏ NOR | فريق النرويج لركوب الدراجات للرجال ‏ NOR |
| --------------------------------------- | --------------------------------------- | --------------------------------------- |
| م                                       | عداء                                    | مرتبة                                   |
| 35                                      | Andreas Leknessund ‏                     | 24                                      |

| فريق كازاخستان لركوب الدراجات للرجال ‏ KAZ | فريق كازاخستان لركوب الدراجات للرجال ‏ KAZ | فريق كازاخستان لركوب الدراجات للرجال ‏ KAZ |
| ----------------------------------------- | ----------------------------------------- | ----------------------------------------- |
| م                                         | عداء                                      | مرتبة                                     |
| 36                                        | أليكسي لوتزينكو                           | 27                                        |

| فريق الولايات المتحدة لسباق الدراجات الهوائية للرجال ‏ USA | فريق الولايات المتحدة لسباق الدراجات الهوائية للرجال ‏ USA | فريق الولايات المتحدة لسباق الدراجات الهوائية للرجال ‏ USA |
| --------------------------------------------------------- | --------------------------------------------------------- | --------------------------------------------------------- |
| م                                                         | عداء                                                      | مرتبة                                                     |
| 37                                                        | نيلسون بوولس                                              | 22                                                        |

| فريق ألمانيا لركوب الدراجات للرجال‏ GER | فريق ألمانيا لركوب الدراجات للرجال‏ GER | فريق ألمانيا لركوب الدراجات للرجال‏ GER |
| -------------------------------------- | -------------------------------------- | -------------------------------------- |
| م                                      | عداء                                   | مرتبة                                  |
| 38                                     | نيكياس أرندت                           | 16                                     |

| فريق هولندا لركوب الدراجات للرجال ‏ NED | فريق هولندا لركوب الدراجات للرجال ‏ NED | فريق هولندا لركوب الدراجات للرجال ‏ NED |
| -------------------------------------- | -------------------------------------- | -------------------------------------- |
| م                                      | عداء                                   | مرتبة                                  |
| 39                                     | Daan Hoole ‏                            | 23                                     |

| فريق غوام لسباق الدراجات للرجال‏ GUM | فريق غوام لسباق الدراجات للرجال‏ GUM | فريق غوام لسباق الدراجات للرجال‏ GUM |
| ----------------------------------- | ----------------------------------- | ----------------------------------- |
| م                                   | عداء                                | مرتبة                               |
| 40                                  | Edward Oingerang ‏                   | 47                                  |

| منتخب الصين الوطني لسباق الدراجات على الطريق للرجال‏ CHN | منتخب الصين الوطني لسباق الدراجات على الطريق للرجال‏ CHN | منتخب الصين الوطني لسباق الدراجات على الطريق للرجال‏ CHN |
| ------------------------------------------------------- | ------------------------------------------------------- | ------------------------------------------------------- |
| م                                                       | عداء                                                    | مرتبة                                                   |
| 41                                                      | Xu Changquan ‏                                           | 46                                                      |

| فريق مالطا لسباق الدراجات للرجال‏ MLT | فريق مالطا لسباق الدراجات للرجال‏ MLT | فريق مالطا لسباق الدراجات للرجال‏ MLT |
| ------------------------------------ | ------------------------------------ | ------------------------------------ |
| م                                    | عداء                                 | مرتبة                                |
| 42                                   | Alexander Smyth ‏                     | 42                                   |

| فريق إيطاليا لركوب الدراجات للرجال‏ ITA | فريق إيطاليا لركوب الدراجات للرجال‏ ITA | فريق إيطاليا لركوب الدراجات للرجال‏ ITA |
| -------------------------------------- | -------------------------------------- | -------------------------------------- |
| م                                      | عداء                                   | مرتبة                                  |
| 43                                     | Edoardo Affini ‏                        | 13                                     |

| منتخب إندونيسيا لركوب الدراجات للرجال‏ INA | منتخب إندونيسيا لركوب الدراجات للرجال‏ INA | منتخب إندونيسيا لركوب الدراجات للرجال‏ INA |
| ----------------------------------------- | ----------------------------------------- | ----------------------------------------- |
| م                                         | عداء                                      | مرتبة                                     |
| 44                                        | Muhammad Abdurrahman ‏                     | 41                                        |

| منتخب بنما الوطني لسباق الدراجات على الطريق للرجال‏ PAN | منتخب بنما الوطني لسباق الدراجات على الطريق للرجال‏ PAN | منتخب بنما الوطني لسباق الدراجات على الطريق للرجال‏ PAN |
| ------------------------------------------------------ | ------------------------------------------------------ | ------------------------------------------------------ |
| م                                                      | عداء                                                   | مرتبة                                                  |
| 45                                                     | Bolivar Espinosa ‏                                      | 36                                                     |

| فريق كازاخستان لركوب الدراجات للرجال ‏ KAZ | فريق كازاخستان لركوب الدراجات للرجال ‏ KAZ | فريق كازاخستان لركوب الدراجات للرجال ‏ KAZ |
| ----------------------------------------- | ----------------------------------------- | ----------------------------------------- |
| م                                         | عداء                                      | مرتبة                                     |
| 46                                        | Yuriy Natarov ‏                            | 32                                        |

| فريق كندا لركوب الدراجات للرجال‏ CAN | فريق كندا لركوب الدراجات للرجال‏ CAN | فريق كندا لركوب الدراجات للرجال‏ CAN |
| ----------------------------------- | ----------------------------------- | ----------------------------------- |
| م                                   | عداء                                | مرتبة                               |
| 47                                  | Matteo Dal-Cin ‏                     | 26                                  |

| فريق أستراليا لركوب الدراجات للرجال‏ AUS | فريق أستراليا لركوب الدراجات للرجال‏ AUS | فريق أستراليا لركوب الدراجات للرجال‏ AUS |
| --------------------------------------- | --------------------------------------- | --------------------------------------- |
| م                                       | عداء                                    | مرتبة                                   |
| 48                                      | لوكاس بلاب                              | 12                                      |

| منتخب هونغ كونغ لركوب الدراجات للرجال‏ HKG | منتخب هونغ كونغ لركوب الدراجات للرجال‏ HKG | منتخب هونغ كونغ لركوب الدراجات للرجال‏ HKG |
| ----------------------------------------- | ----------------------------------------- | ----------------------------------------- |
| م                                         | عداء                                      | مرتبة                                     |
| 50                                        | Ng Sum Lui‏                                | 44                                        |

| فريق أوكرانيا لسباق الدراجات على الطريق للرجال‏ UKR | فريق أوكرانيا لسباق الدراجات على الطريق للرجال‏ UKR | فريق أوكرانيا لسباق الدراجات على الطريق للرجال‏ UKR |
| -------------------------------------------------- | -------------------------------------------------- | -------------------------------------------------- |
| م                                                  | عداء                                               | مرتبة                                              |
| 51                                                 | Vitalii Novakowskyi ‏                               | 37                                                 |

| فريق مالطا لسباق الدراجات للرجال‏ MLT | فريق مالطا لسباق الدراجات للرجال‏ MLT | فريق مالطا لسباق الدراجات للرجال‏ MLT |
| ------------------------------------ | ------------------------------------ | ------------------------------------ |
| م                                    | عداء                                 | مرتبة                                |
| 52                                   | Daniel Bonello ‏                      | 34                                   |

## التصنيف العام النهائي
| التصنيف العام         | التصنيف العام     | التصنيف العام                                         | التصنيف العام | التصنيف العام |
| العداء                | العداء            | الفريق                                                | الوقت         |               |
| --------------------- | ----------------- | ----------------------------------------------------- | ------------- | ------------- |
| 1                     | توبياس فوس        | فريق النرويج لركوب الدراجات للرجال ‏                   | 40 د 02 ث     |               |
| 2                     | ستيفان كونغ       | فريق سويسرا لركوب الدراجات ‏                           | + 3 ث         |               |
| 3                     | رمكو أفينبول      | فريق بلجيكا لركوب الدراجات للرجال ‏                    | + 9 ث         |               |
| 4                     | إيثان هايتر       | فريق المملكة المتحدة لركوب الدراجات للرجال ‏           | + 40 ث        |               |
| 5                     | Stefan Bissegger ‏ | فريق سويسرا لركوب الدراجات ‏                           | + 47 ث        |               |
| 6                     | تادي بوجار        | فريق سلوفينيا لركوب الدراجات للرجال ‏                  | + 48 ث        |               |
| 7                     | فيليبو غانا       | فريق إيطاليا لركوب الدراجات للرجال ‏                   | + 56 ث        |               |
| 8                     | نيلسون أوليفيرا   | فريق البرتغال لركوب الدراجات للرجال ‏                  | + 59 ث        |               |
| 9                     | يفيس لامارت       | فريق بلجيكا لركوب الدراجات للرجال ‏                    | + 1 د 09 ث    |               |
| 10                    | برونو أرميريل     | فريق فرنسا لركوب الدراجات للرجال ‏                     | + 1 د 10 ث    |               |
| 11                    | ريمي كافانيا      | فريق فرنسا لركوب الدراجات للرجال ‏                     | + 1 د 15 ث    |               |
| 12                    | لوكاس بلاب        | فريق أستراليا لركوب الدراجات للرجال ‏                  | + 1 د 24 ث    |               |
| 13                    | Edoardo Affini ‏   | فريق إيطاليا لركوب الدراجات للرجال ‏                   | + 1 د 08 ث    |               |
| 14                    | ميكيل بيرج        | فريق الدنمارك لركوب الدراجات للرجال ‏                  | + 1 د 30 ث    |               |
| 15                    | Matteo Sobrero ‏   | فريق إيطاليا لركوب الدراجات للرجال ‏                   | + 1 د 34 ث    |               |
| 16                    | نيكياس أرندت      | فريق ألمانيا لركوب الدراجات للرجال ‏                   | + 1 د 43 ث    |               |
| 17                    | ماغنوس شيفيلد     | فريق الولايات المتحدة لسباق الدراجات الهوائية للرجال ‏ | + 1 د 44 ث    |               |
| 18                    | ماسيج بودنار      | فريق بولندا لركوب الدراجات ‏                           | + 1 د 49 ث    |               |
| 19                    | ديريك جي          | فريق كندا لركوب الدراجات للرجال ‏                      | + 1 د 59 ث    |               |
| 20                    | ميغيل هايدمان ‏    | فريق ألمانيا لركوب الدراجات للرجال ‏                   | + 2 د 01 ث    |               |
|                       |                   |                                                       |               |               |
| مصدر: ProCyclingStats |                   |                                                       |               |               |

## وصلات خارجية
- الموقع الرسمي
- لمحة عن سباق سباق الزمن في بطولة العالم لسباق الدراجات على الطريق 2022 على موقع  ProCyclingStats   (برو  سايكلنج  ستاتس) - إحصاءات  محترفي  الدراجات.
- سباق الزمن في بطولة العالم لسباق الدراجات على الطريق 2022 على موقع إحصائيات الدراجات الإحترافية (الإنجليزية)